# 利比亞足球協會
利比亞足球協會是專門管轄利比亞足球事務的組織。利比亞足球協會成立於1921年，並在1963年加入國際足協。此外，它還是非洲足協、北非洲足球協會聯會和阿拉伯足球協會聯會的成員之一。

## 外部連結
- 官方網頁 （阿拉伯文）
- 國際足協網頁（页面存档备份，存于）
- 非洲足協網頁（页面存档备份，存于）